# Lamprogrammus fragilis
Lamprogrammus fragilis är en fiskart som beskrevs av Alcock 1892. Lamprogrammus fragilis ingår i släktet Lamprogrammus och familjen Ophidiidae. Inga underarter finns listade i Catalogue of Life.